# Ved daggry
|  | Denne artikel er oprettet af botten PalnaBot ud fra en ekstern database. Den kan derfor have sproglige fejl eller mangler. Denne skabelon kan fjernes efter kontrol af indholdet. |

Ved daggry er en kortfilm instrueret af Jakob Rasmussen efter manuskript af Kasper Tornbjerg.

## Handling
Solen er netop stået op, fuglene er begyndt at kvidre, posten smider avisen gennem brevsprækken, Holger og Erna spiser dessert. (En lille historie om en stor beslutning, hvor vi som seere følger Holger og Ernas sidste minutter, før de i den ultimative kærlighedserklæring tager livet af hinanden.)